# Milka contre Kraft Foods
L'affaire milka.fr est un conflit qui a opposé la couturière Milka B. de Bourg-lès-Valence, à la multinationale américaine Kraft Foods, concernant l'attribution de la propriété du nom de domaine « milka.fr », conformément au droit des marques en France.
En effet, en décembre 2001, Madame Milka Budimir s'était vu offrir comme cadeau de Noël par ses enfants le nom de domaine milka.fr, en tant que vitrine de son activité de couture. Le géant de l'alimentaire Kraft Foods, propriétaire du chocolat Milka, a alors rapidement fait pression sur la couturière pour qu'elle abandonne la propriété de milka.fr.
Le 14 mars 2005, au bout de trois ans de ce que Mme B. a qualifié en substance d'acharnement judiciaire et de harcèlements divers, cette affaire a trouvé son épilogue. Bien que l'adresse milka.fr eût été obtenue de manière légale et légitime, et que le site afférant ne nuise aucunement au chocolat Milka, un tribunal français a ordonné de céder la propriété du site internet milka.fr à la multinationale américaine Kraft Foods propriétaire de la marque de chocolat Milka.
Le tribunal de grande instance de Nanterre (choisi par Kraft pour sa réputation d'accorder des dommages-intérêts élevés) a en effet estimé qu'« en réservant et utilisant le nom de domaine milka.fr, Mme Milka B. a fait un emploi injustifié des marques dénominatives Milka dont la société Kraft Foods est propriétaire ». De plus, le tribunal de Nanterre n'a relevé « aucune faute de Kraft Foods dans l'utilisation du nom Milka qui existait bien avant la naissance de Mme B. ». L'avocat de Milka B. a alors déclaré : « le droit des marques l'emporte sur le droit de la personne, les prologos diront bravo et les no-logo seront déçus ». Maître Eolas, quant à lui, a affirmé qu'« il s'[agissait] donc d'une décision conforme au droit des marques, dont on peut regretter qu'elle ait dû être prononcée, ce genre de litige étant absurde et dérisoire, et devant idéalement se résoudre par la négociation ».
Finalement, en avril 2006, Milka B. a définitivement perdu contre Kraft Foods devant la cour d'appel de Versailles, l'usage de la couleur violette sur le site milka.fr semblant avoir été décisif.
Depuis décembre 2007, le site milka.fr est exploité par Kraft Foods.